# Philotas (Feldherr)
Philotas (altgriechisch Φιλώτας Philṓtas) war ein makedonischer Feldherr (strategos) in der Zeit der Diadochenkriege des 4. vorchristlichen Jahrhunderts. 
Philotas familiärer Hintergrund ist unbekannt. Er ist nicht zu verwechseln mit Philotas (Sohn des Parmenion), inwiefern er mit dem Satrapen Philotas identisch gewesen sein könnte ist nicht festzustellen.
Philotas war nach dem Tod Alexanders des Großen ein Anhänger des Reichsregenten Perdikkas. Nachdem Perdikkas um 320 v. Chr. am Nil ermordet wurde, schloss er sich dem geächteten Alketas an, den er in Karien gegen Asandros unterstützte. 319 v. Chr. unterlagen sie in Pisidien in einer Schlacht bei Kretopolis gegen Antigonos Monophthalmos; Alketas beging Selbstmord, Philotas geriet mit anderen in Gefangenschaft. 316 v. Chr. konnten die Gefangenen nach einer Revolte die Kontrolle über die Felsenburg in Phrygien an sich bringen, in der sie eingekerkert waren. Aber nach einer viermonatigen Belagerung mussten sie sich erneut Antigonos ergeben.
Philotas wechselte allerdings in die Gefolgschaft des Antigonos, für den er 313 v. Chr. während des dritten Diadochenkrieges Milet eroberte. Kurz vor der Schlacht von Ipsos 301 v. Chr. wechselte Philotas die Seite und ging zu Lysimachos über. Von ihm erhielt er zusammen mit dem Schatzmeister Philetairos die Sicherung Pergamons anvertraut. Danach verliert sich seine Spur.